# فرد هانسن
فرد هانسن (انگلیسی: Fred Hansen؛ زادهٔ ۲۹ دسامبر ۱۹۴۰) ورزشکار پرش با نیزه اهل ایالات متحده آمریکا بود.
وی در مسابقات کشوری و بین‌المللی در مجموع برندهٔ ۱ مدال طلا شده‌است.